# Liga Femenina 2 de baloncesto 2018-19
La Liga Femenina 2 de baloncesto 2018-19 fue la 18.ª temporada de la segunda máxima competición de clubes femeninos de baloncesto en España organizada por la Federación Española de Baloncesto. 

## Formato
- Liga regular: participaron 28 equipos, divididos en dos grupos de catorce equipos cada uno.[1]En cada grupo jugaron todos contra todos en partidos de ida/vuelta en 26 jornadas.
- Fase final: los cuatro primeros de ambos grupos disputaron en una misma sede la fase de ascenso a Liga Femenina, se dividieron en dos grupos de cuatro equipos, dos del grupo A y 2 del grupo B según el orden de clasificación. Los dos mejores de cada grupo pasaron a las semifinales. El ganador de cada una de ellas ascendió deportivamente a Liga Femenina.[2]
- Los dos últimos clasificados en la liga regular en cada grupo descendieron a Primera División Femenina.

## Equipos por comunidad autónoma

### Grupo A
| Comunidad autónoma | N.º | Equipos |
| ------------------ | --- | --- |
| Cataluña           | 5   | Barça CBS (Sant Feliú de Llobregat) Lima-Horta Barcelona (Barcelona) Segle XXI (Barcelona) Advisoria Boet Mataró (Mataró) CBF Cerdanyola (Cerdanyola) |
| Galicia            | 4   | RC Celta Zorka (Vigo) AD Cortegada (Villagarcía de Arosa) CB Arxil (Pontevedra) Maristas Coruña (La Coruña)                                           |
| País Vasco         | 2   | Gdko Ibaizabal (Galdácano) Añares Rioja ISB (Azpeitia)                                                                                                |
| Asturias           | 1   | Inmobiliaria Víctor Antuña - ADBA (Avilés) |
| Castilla y León    | 1   | Patatas Hijolusa (León) |
| Navarra            | 1   | Osés Construcción Ardoi (Zizur Mayor) |

### Grupo B
| Comunidad autónoma   | N.º | Equipos |
| -------------------- | --- | --- |
| Comunidad de Madrid  | 5   | Centros Único Canoe NC (Madrid) Laboratorios Ynsadiet Leganés (Leganés) Pacisa Alcobendas (Alcobendas) Olímpico 64 - La Voz Inclusiva (Madrid) Movistar Estudiantes (Madrid) |
| Andalucía            | 3   | ISE CB Almería (Almería) Grupo Hafesa RACA Granada (Granada) Asisa-Alhaurín de la Torre (Alhaurín de la Torre)                                                               |
| Canarias             | 3   | Spar Gran Canaria (Las Palmas de Gran Canaria) Magec Tías Contra Violencia Género (Tías) Ciudad de los Adelantados (San Cristóbal de La Laguna)                              |
| Comunidad Valenciana | 1   | Picken La Cuina Claret (Valencia) |
| Región de Murcia     | 1   | UCAM-Probelte Jairis (Alcantarilla) |
| La Rioja             | 1   | Campus Promete (Logroño) |

## Primera fase

### Grupo A
| | Equipo                            | Puntos | J  | G  | P  | PF   | PC   | DP   |
| --- | --------------------------------- | ------ | -- | -- | -- | ---- | ---- | ---- |
| 1 | RC Celta Zorka                    | 50     | 26 | 24 | 2  | 1911 | 1477 | 434  |
| 2 | Patatas Hijolusa                  | 47     | 26 | 21 | 5  | 1844 | 1543 | 301  |
| 3 | Añares Rioja ISB                  | 44     | 26 | 18 | 8  | 1953 | 1767 | 186  |
| 4 | Barça CBS                         | 43     | 26 | 17 | 9  | 1740 | 1582 | 158  |
| 5 | Osés Construcción Ardoi           | 43     | 26 | 17 | 9  | 1656 | 1645 | 11   |
| 6 | Lima-Horta Barcelona              | 40     | 26 | 14 | 12 | 1697 | 1582 | 115  |
| 7 | AD Cortegada                      | 40     | 26 | 14 | 12 | 1649 | 1681 | -32  |
| 8 | Segle XXI                         | 39     | 26 | 13 | 13 | 1656 | 1641 | 15   |
| 9 | Gdko Ibaizabal                    | 39     | 26 | 13 | 13 | 1756 | 1708 | 48   |
| 10 | CB Arxil                          | 36     | 26 | 10 | 16 | 1722 | 1862 | -140 |
| 11 | Inmobiliaria Víctor Antuña - ADBA | 34     | 26 | 8  | 18 | 1470 | 1724 | -254 |
| 12 | Advisoria Boet Mataró             | 34     | 26 | 8  | 18 | 1570 | 1675 | -105 |
| 13 | Maristas Coruña                   | 31     | 26 | 5  | 21 | 1572 | 1887 | -315 |
| 14 | CBF Cerdanyola                    | 26     | 26 | 0  | 26 | 1343 | 1765 | -422 |
| Fuente: Federación Española de Baloncesto: Clasificación de la Liga Femenina 2 - Grupo A; actualización automática |                                   |        |    |    |    |      |      |      |

### Grupo B
| | Equipo                             | Puntos | J  | G  | P  | PF   | PC   | DP   |
| --- | ---------------------------------- | ------ | -- | -- | -- | ---- | ---- | ---- |
| 1 | Campus Promete                     | 50     | 26 | 24 | 2  | 1912 | 1539 | 373  |
| 2 | Ciudad de los Adelantados          | 48     | 26 | 22 | 4  | 1946 | 1629 | 317  |
| 3 | Laboratorios Ynsadiet Leganés      | 45     | 26 | 19 | 7  | 1967 | 1671 | 296  |
| 4 | ISE CB Almería                     | 42     | 26 | 16 | 10 | 1648 | 1600 | 48   |
| 5 | Movistar Estudiantes               | 42     | 26 | 16 | 10 | 1965 | 1780 | 185  |
| 6 | Centros Único Real Canoe NC        | 40     | 26 | 14 | 12 | 1905 | 1770 | 135  |
| 7 | Picken La Cuina Claret             | 40     | 26 | 14 | 12 | 1703 | 1772 | -69  |
| 8 | Pacisa Alcobendas                  | 39     | 26 | 13 | 13 | 1823 | 1821 | 2    |
| 9 | Spar Gran Canaria                  | 39     | 26 | 13 | 13 | 1869 | 1925 | -56  |
| 10 | Magec Tías Contra Violencia Género | 34     | 26 | 8  | 18 | 1528 | 1730 | -202 |
| 11 | UCAM-Probelte Jairis               | 34     | 26 | 8  | 18 | 1484 | 1685 | -201 |
| 12 | Grupo Hafesa RACA Granada          | 34     | 26 | 8  | 18 | 1495 | 1641 | -146 |
| 13 | Asisa-Alhaurín de la Torre         | 32     | 26 | 6  | 20 | 1472 | 1781 | -309 |
| 14 | Olímpico 64 - La Voz Inclusiva     | 27     | 26 | 1  | 25 | 1517 | 1890 | -373 |
| Fuente: Federación Española de Baloncesto: Clasificación de la Liga Femenina 2 - Grupo B; actualización automática |                                    |        |    |    |    |      |      |      |

## Fase Final

### Grupo 1
| | Equipo                        | Puntos | J | G | P | PF  | PC  | DP  |
| --- | ----------------------------- | ------ | - | - | - | --- | --- | --- |
| 1 | Ciudad de los Adelantados     | 5      | 3 | 2 | 1 | 192 | 165 | 27  |
| 2 | RC Celta Zorka                | 5      | 3 | 2 | 1 | 215 | 208 | 7   |
| 3 | Laboratorios Ynsadiet Leganés | 5      | 3 | 2 | 1 | 208 | 208 | 0   |
| 4 | Barça CBS                     | 3      | 3 | 0 | 3 | 202 | 236 | -34 |
| Fuente: Federación Española de Baloncesto: Clasificación de la Liga Femenina 2 - Final Grupo 1; actualización automática |                               |        |   |   |   |     |     |     |

### Grupo 2
| | Equipo           | Puntos | J | G | P | PF  | PC  | DP  |
| --- | ---------------- | ------ | - | - | - | --- | --- | --- |
| 1 | Campus Promete   | 6      | 3 | 3 | 0 | 231 | 152 | 79  |
| 2 | ISE CB Almería   | 5      | 3 | 2 | 1 | 182 | 203 | -21 |
| 3 | Añares Rioja ISB | 4      | 3 | 1 | 2 | 207 | 231 | -24 |
| 4 | Patatas Hijolusa | 3      | 3 | 0 | 3 | 180 | 214 | -34 |
| Fuente: Federación Española de Baloncesto: Clasificación de la Liga Femenina 2 - Final Grupo 2; actualización automática |                  |        |   |   |   |     |     |     |

### Partidos para el ascenso
| Equipo 1                  | Resultado | Equipo 2       |
| ------------------------- | --------- | -------------- |
| Ciudad de los Adelantados | 63-41     | ISE CB Almería |
| RC Celta Zorka            | 54-85     | Campus Promete |

## Postemporada
Ascendieron a Liga Femenina:
- Campus Promete (Campeonas).
- Ciudad de los Adelantados (Subcampeonas).

Descendieron de Liga Femenina:
- Baxi Ferrol.
- Snatt's Femení Sant Adrià.

Descendieron a Primera División Fem:
- CBF Cerdanyola.
- Olímpico 64 - La Voz Inclusiva.
- Maristas Coruña.
- Asisa-Alhaurín de la Torre.

Ascendieron desde Primera División Fem:
- HGB Ausarta Barakaldo EST.
- Aedas Homes CB Pozuelo UFV.
- Citylift GEiEG Unigirona.
- Unicaja.